# (24814) 1994 VW1
(24814) 1994 VW1 est un astéroïde aréocroiseur découvert en 1994.

## Description
(24814) 1994 VW1 a été découvert le 10 novembre 1994 à l'observatoire de Siding Spring, situé près de Coonabarabran, en Nouvelle-Galles du Sud, en Australie, par Gordon J. Garradd.

### Caractéristiques orbitales
L'orbite de cet astéroïde est caractérisée par un demi-grand axe de 1,96 UA, un périhélie de 1,45 UA, une excentricité de 0,26 et une inclinaison de 15,55° par rapport à l'écliptique. Du fait de ces caractéristiques, à savoir un demi-grand axe inférieur à 3,2 UA et un périhélie compris entre 1,3 et 1,666 UA, il croise l'orbite de Mars et est classé, selon la JPL Small-Body Database, comme astéroïde aréocroiseur (aréo venant de Arès).

### Caractéristiques physiques
(24814) 1994 VW1 a une magnitude absolue (H) de 14,8 et un albédo estimé à 0,368.